# 後藤晃宏
後藤 晃宏（ごとう あきひろ、1962年6月30日 - ）は、日本のギタリストで、関西を中心に活動するロック音楽評論家。京都府京都市出身。通称「あっくん」。

## 経歴
- 3歳よりピアノを始め、中学2年の時にバンドを結成（キーボードを担当）。
- 京都府立東稜高等学校2年でギターを手にし、卒業後は「LEVIN」を結成して京都を中心に活動。
- その後、HMバンド「RAJAS」に加入し、メジャーデビュー。
- 現在ロックバンド「THE JANGO」「TRASH」のリーダー。
- また、α-stationでDJ・ディレクターを担当。
- ラジャス時代は「明博」。一時期「彰宏」に改名したが現在は「晃宏」。
- 2005年　しもぐち☆雅充と共同主宰となって、ライブイベント「レトロロックフェスティバル」を開催（以降隔月に開催。2014年8月、50回を区切りに終了。2016年2月、タイトルを「レトロック」に改めて再開）。
- 2011年2月　京都市中京区に「ライブ&カフェ･ダイナーAKKUN’S」をオープン。自ら店長を務める。

## 出演番組

### 現在
- RADIANT MORNING（α-station、日曜7:00 - 11:00、2016年4月 - ）

### 過去
- MIXED NUTS（第1期）（α-station、1998年4月 - 1999年3月）
- SMASHED NUTS（α-station、1999年11月 - 2003年3月）
- BURNIN' POCKET（α-station、1999年4月 - 2006年3月）
- S（MBS[1]、2002年4月 - 2004年3月）- 旧名：後藤晃宏
- MIXED MODS（α-station、2010年4月 - 2010年9月）
- TWILIGHT AVENUE（第1期）（α-station、2006年4月 - 2013年3月）
- MIXED NUTS（第2期）（α-station、2013年4月 - 2015年3月）
- TWILIGHT AVENUE（第2期）（α-station、日曜18:00[2] - 19:00、2015年4月 - 2016年3月）
- LOVE POP WINDS (α-Station、2016年4月-)